# Bahnhof Meerbusch-Osterath
Der Bahnhof Meerbusch-Osterath ist der einzige Bahnhof in Meerbusch. Er befindet sich im Stadtteil Osterath und liegt an den Bahnstrecken Köln–Nijmegen und Osterath–Dortmund Süd.

## Geschichte
Der Bahnhof Meerbusch-Osterath wurde am 26. Januar 1856 an der Linksniederrheinischen Bahnstrecke als Bahnhof Osterath eröffnet. Seit 1866 war er auch Anfangspunkt der Bahnstrecke Osterath–Dortmund Süd. 1980 wurde er im Zuge der Gründung der Stadt Meerbusch in Meerbusch-Osterath umbenannt.
Am 5. Dezember 2017 kam es hier zum Eisenbahnunfall von Meerbusch-Osterath.

## Lage und Aufbau
Der Bahnhof befindet sich am östlichen Rand von Osterath an der Verbindungsstraße Meerbusch–Willich. Das Empfangsgebäude wird inzwischen als Restaurant genutzt. Die Eisenbahnstrecke und die Straße kreuzten sich bislang in einem Bahnübergang.

## Bedienung

### Bahnverkehr
Der Bahnhof Osterath wird von zwei Regional-Express-Linien und einer Regionalbahn-Linie bedient. Der RE 7 verbindet ihn mit Krefeld, Neuss und Köln, der RE 10 mit Kleve, Krefeld und Düsseldorf. Wochentags verstärkt die RB 37 den RE 7 zwischen Krefeld und Neuss zu einem 30-Minuten-Takt.
| Linie | Verlauf | Takt                                             |
| ----- | --- | ------------------------------------------------ |
| RE 7  | Rhein-Münsterland-Express: Rheine – Emsdetten – Greven – Münster Hbf – Münster-Hiltrup – Drensteinfurt – Hamm (Westf) Hbf – Bönen – Unna – Holzwickede – Schwerte – Hagen Hbf – Ennepetal (Gevelsberg) – Schwelm – Wuppertal-Oberbarmen – Wuppertal Hbf – Solingen Hbf – Opladen – Köln Messe/Deutz – Köln Hbf – Dormagen – Neuss Hbf – Meerbusch-Osterath – Krefeld-Oppum – Krefeld Hbf Stand: Fahrplanwechsel Dezember 2023 | 60 min                                           |
| RE 10 | Niers-Express: Kleve – Bedburg-Hau – Goch – Weeze – Kevelaer – Geldern – Nieukerk – Aldekerk – Kempen (Niederrhein) – Krefeld Hbf – Krefeld-Oppum – Meerbusch-Osterath – Düsseldorf-Bilk – Düsseldorf Hbf Stand: Fahrplanwechsel Dezember 2023 | 30 min (werktags) 60 min (Wochenenden/Feiertage) |
| RB 37 | Niers-Erft-Bahn: Krefeld Hbf – Krefeld-Oppum – Meerbusch-Osterath – Neuss Hbf Stand: 8. Januar 2024 | 60 min (wochentags)                              |

### Busverkehr
Im Busverkehr ist der Bahnhof über die Bushaltestellen Osterath Bf und Osterath, Bahnhofsweg erreichbar. Diese beiden Haltestellen werden von drei Buslinien bedient:
- Die Linie 071 ist von regionaler Bedeutung und verbindet in Richtung Westen den Bahnhof mit Viersen und Willich, in östlicher Richtung mit der Stadtbahnhaltestelle Meerbusch Haus Meer, wo Anschluss an die Stadtbahn Düsseldorf besteht.
- Die Linie 832 ist von innerstädtischer Bedeutung und verbindet den Bahnhof mit Meerbusch-Strümp und Meerbusch-Lank-Latum.
- Der SB52 verkehrt vom Bahnhof aus in dieselbe Richtung wie die Linie 832 und stellt darüber hinaus eine schnelle Verbindung nach Düsseldorf-Stockum her.

| Linie | Linienweg |
| ----- | --- |
| SB 52 | Meerbusch-Osterath Bf – Osterath, Wienenweg – Kapellenstraße – Hoterheide – Reha-Klinik – Strümp, Kirche – Lank-Latum, Schillerstraße1 – Stockum, Plüschowstraße2 – Freiligrathplatz – Messe Ost/Stockumer Kirchstr. – Nordpark/Aquazoo HVZ alle 20 min, Mo–Fr alle 30 min, Sa alle 60 min; Abschnitt 1–2 über die A 44/Flughafenbrücke. |
| 071   | Meerbusch Haus Meer – Osterath, Bahnhofsweg – Willich-Anrath Kirche – Viersen ZOB |
| 832   | Osterath, Viersener Straße ← Osterath Bf – Osterath, Bahnhofsweg – Hoterheide – Strümp – Lank, Hauptstraße – Lank, Kirche |

## Planungen
Die Stadt Meerbusch plant einen Umbau des Bahnhofsumfelds. Im Zuge dessen soll der Bahnübergang durch eine Unterführung mit Kreisverkehr ersetzt werden und am Bahnhof ein Busbahnhof mit Park-and-Ride-Anlage sowie Kiss-and-Ride-Zone entstehen. Der Bau der Bahnhofsunterführung begann im Jahr 2019. Die Fußgängerunterführung wurde bis 2021 fertig gestellt. Im Juni 2022 wurden die Bauarbeiten unterbrochen, da die Deutsche Bahn eine dafür notwendige mehrwöchige Sperrung der Eisenbahnstrecke nicht einplanen konnte. Seit dem 8. Mai 2024 bis voraussichtlich 16. Juli 2024[veraltet] ist die Strecke gesperrt, sodass diese Arbeiten nachgeholt werden können. Der Bau der zugehörigen Straßen und Rampen sowie die Entfernung der Bahnübergänge wird aber voraussichtlich bis 2029 dauern.